# 豐勢路
豐勢路為臺灣臺中市重要道路之一，大致呈東西向。西起豐原區豐陽路，東抵中部橫貫公路（東關路），有國道四號設交流道銜接豐勢路，豐原區段分一、二段，以豐原大道為分界，石岡及東勢段則無分段。其中圓環東路與圓環北路口以西到東勢大橋區間為台3線的一部分，每逢上下班尖峰時段車流量大而時常造成大塞車。

## 行經行政區域
- 豐原區
- 石岡區
- 東勢區

## 車道配置
圓環東路、北路至台8線之間雙向四車道，設置中央綠化安全島和雙向機車道；其餘路段均為雙向二車道，無中央安全島設置。

## 本道路客運

### 台中市公車
- 本表更新時間為2025年7月18日。

| 編號  | 業者              | 路線                           | 行駛區間                                                                                             | 備註                                                                 |
| 63    | 豐原客運 統聯客運 | 豐原東站－臺中榮總             | 豐原東站－圓環北路                                                                                   | 經逢甲大學、朝馬                                                     |
| 90    | 豐原客運          | 豐原－東勢高工                 | 富陽路－新豐街；東蘭路－東關路六段                                                                   | 經豐原高中                                                           |
| 90延  | 豐原客運          | 豐原－和平衛生所               | 富陽路－新豐街；東蘭路－東關路六段                                                                   | 經豐原高中                                                           |
| 91    | 豐原客運          | 臺中航空站－－舊庄－中興嶺停車場 | 圓環東路－石岡區萬仙街                                                                               | 部分班次由機場發車；部分班次繞駛東興 所有班次皆繞駛至豐原東站        |
| 152   | 中台灣客運        | 臺中市議會－陽明大樓           | 圓環東路－豐原大道五段                                                                               | -                                                                    |
| 153   | 豐原客運          | 高鐵臺中站－谷關               | 豐原端 - 東關路六段                                                                                  | -                                                                    |
| 153副 | 豐原客運          | 新市政中心－谷關               | 豐原端 - 東關路六段                                                                                  | -                                                                    |
| 153區 | 豐原客運          | 高鐵臺中站－東勢高工           | 豐原端 - 東關路六段                                                                                  | -                                                                    |
| 206   | 豐原客運          | 豐原－東勢高工                 | 圓環東路 - 東關路六段（往東勢高工） 東關路六段－東蘭路；新豐街－圓環東路（往豐原）                   | 經翁子                                                               |
| 206延 | 豐原客運          | 石岡國中－東勢高工             | 豐勢路國中巷 - 東關路六段（往東勢高工） 東關路六段－東蘭路；新豐街－豐勢路國中巷（往石岡國中）       | 例假日及非寒暑假輔導課日停駛                                         |
| 207   | 豐原客運          | 豐原－谷關                     | 圓環東路 - 東關路六段（往谷關） 東關路六段－東蘭路；新豐街－圓環東路（往豐原）                       | -                                                                    |
| 208   | 豐原客運          | 豐原－東勢－卓蘭               | 圓環東路－東蘭路（往卓蘭） 東蘭路－東關路六段；東關路六段－東蘭路；新豐街－圓環東路（往豐原）        | 往豐原班次皆繞駛至東勢高工                                           |
| 209   | 豐原客運          | 豐原－東勢林場                 | 圓環東路－勢林街（往東勢林場） 勢林街－東關路六段；東關路六段－東蘭路；新豐街－圓環東路（往豐原）    | 往豐原班次皆繞駛至東勢高工                                           |
| 219   | 豐原客運          | 石岡國小－龍興里               | 豐勢路國中巷－石岡街；大勇街 - 萬仙街（往龍興里） 萬仙街－石岡街（往石岡國小）                       | 平日每週三石岡國小端加開12:40班次 例假日及寒暑假停駛                 |
| 219延 | 豐原客運          | 石岡國中－龍興里               | 豐勢路國中巷－石岡街；大勇街 - 萬仙街（往龍興里） 萬仙街－石岡街；大勇街－豐勢路國中巷（往石岡國中） | 例假日及非寒暑假輔導課日停駛                                         |
| 250   | 豐原客運          | 東勢－中坑坪                   | 起站（東勢）－東坑路                                                                                 | －                                                                   |
| 251   | 豐原客運          | 東勢－橫流溪                   | 起站（東勢）－東坑路                                                                                 | －                                                                   |
| 252   | 豐原客運          | 東勢－大雪山森林遊樂區         | 起站（東勢）－東坑路                                                                                 | 平日停駛                                                             |
| 253   | 豐原客運          | 東勢－士林村                   | 起站（東勢）－第一橫街                                                                               | －                                                                   |
| 258   | 豐原客運          | 東勢－卓蘭                     | 起站（東勢）－東蘭路                                                                                 | －                                                                   |
| 260   | 豐原客運          | 東勢－水尾                     | 起站（東勢）－東蘭路                                                                                 | －                                                                   |
| 261   | 豐原客運          | 東勢－明正里                   | 起站（東勢）－東蘭路                                                                                 | －                                                                   |
| 263   | 豐原客運          | 東勢－崑山                     | 起站（東勢）－東蘭路（往崑山） 和盛街－終點（東勢）（往東勢）                                        | －                                                                   |
| 264   | 豐原客運          | 東勢－新五村                   | 起站（東勢）－東蘭路（往崑山） 和盛街－終點（東勢）（往東勢）                                        | 經東興                                                               |
| 265   | 豐原客運          | 東勢－新五村                   | 起站（東勢）－東蘭路（往崑山） 和盛街－終點（東勢）（往東勢）                                        | 經大南                                                               |
| 266   | 豐原客運          | 東勢－谷關                     | 起站（東勢）－東關路                                                                                 | 經龍安、豐埔產業道路                                                 |
| 266繞 | 豐原客運          | 東勢－松鶴部落－谷關           | 起站（東勢）－東關路                                                                                 | 經龍安、豐埔產業道路                                                 |
| 267   | 豐原客運          | 東勢－上谷關                   | 起站（東勢）－東關路                                                                                 | －                                                                   |
| 270   | 豐原客運          | 豐富公園－東勢                 | 起站（東勢）－東蘭路（往豐富公園） 和盛街－終點（東勢）（往東勢）                                    | 經大南                                                               |
| 271   | 豐原客運          | 豐富公園－東勢                 | 起站（東勢）－東蘭路（往豐富公園） 和盛街－終點（東勢）（往東勢）                                    | 經東興                                                               |
| 272   | 豐原客運          | 東勢－茄苳寮                   | 起站（東勢）－東蘭路（往茄苳寮） 和盛街－終點（東勢）（往東勢）                                      | 東勢端17:25班次繞駛水井                                              |
| 275   | 豐原客運          | 東勢－中和                     | 起站（東勢）－東蘭路（往中和） 和盛街－終點（東勢）（往東勢）                                        | －                                                                   |
| 276   | 豐原客運          | 豐富公園－東勢                 | 起站（東勢）－東蘭路（往豐富公園） 和盛街－終點（東勢）（往東勢）                                    | 經興中山莊                                                           |
| 277   | 豐原客運          | 豐富公園－東勢                 | 起站（東勢）－東蘭路（往豐富公園） 和盛街－終點（東勢）（往東勢）                                    | 經復盛里                                                             |
| 278   | 豐原客運          | 東勢－水井                     | 起站（東勢）－東蘭路（往水井） 和盛街－終點（東勢）（往東勢）                                        | 例假日及寒暑假停駛                                                   |
| 700   | 中臺灣客運        | 豐原東站－新建國市場           | 豐原東站－起站（翁子保養廠）                                                                         | 崇德幹線                                                             |
| 811   | 中台灣客運        | 豐原東站－大甲體育場           | 豐陽路－國豐路                                                                                       | 經豐原高中、東豐/后豐鐵馬道、后里馬場、泰安服務區、麗寶樂園          |
| 813   | 中鹿客運          | 豐原東站－后里東站             | 豐原東站－圓環北路                                                                                   | 電動公車                                                             |
| 821   | 豐原客運          | 東勢－和平衛生所               | 起站（東勢）－東關路                                                                                 | 由原90路（豐原－豐原高中－和平衛生所）裁切而成                       |
| 850   | 豐原客運          | 臺中火車站（東站）－谷關       | 國豐路一段－石岡區明德路 石岡區明德路－東關路七段                                                    | 經臺中二中、東豐/后豐鐵馬道、石岡戶政、東勢河濱公園                  |
| 865   | 豐原客運          | 豐原－梨山                     | 圓環東路 - 東關路六段（往谷關） 東關路六段－東蘭路；新豐街－圓環東路（往豐原）                       | 經石岡、東勢、谷關                                                   |
| 921   | 中鹿客運          | 豐原東站－捷運北屯總站         | 豐原東站－豐原大道六段                                                                               | 經消防公園、葫蘆墩公園、臺灣氣球博物館、曉雲山莊、栗林車站、慈濟醫院 |
| 989   | 豐原客運          | 翁子－圳前仁愛公園             | 起站（翁子保養場）－豐原大道五段                                                                     | 經豐洲工業區                                                         |
| 989延 | 豐原客運          | 翁子－神圳國中                 | 起站（翁子保養場）－豐原大道五段                                                                     | 經豐洲工業區                                                         |

### 國道客運
- 本表更新時間為2016年7月18日。

| 編號 | 業者     | 路線             | 行駛區間             | 備註 |
| 1617 | 統聯客運 | 臺北－豐原－東勢 | 圓環北路－東關路七段 | －   |

## 沿線設施
（由西至東）

| （往西接南陽路488巷） 豐原區（一段） 南陽路488巷 向陽路 - 台鐵台中線豐原車站 - 豐原轉運中心 水源路／南村路／豐陽路 圓環北路二段／圓環東路 - 雙木保齡球館 - 泉甘味手作工廠 - 永豐餘紙廠 豐東路 - Honda豐原營業所 - 中華郵政豐原翁子郵局 豐原大道五、六段 豐原區（二段） - 臺中市政府警察局豐原分局翁子派出所 - Toyota豐原營業所 - 豐原客運翁子保養廠 - 統聯客運豐原停車場 - 帝亞游泳池 - 臺中市豐原區翁子國民小學 - 台中市私立東之寶幼兒園 富陽路 國道四號18 豐勢豐勢交流道（興建中） 國豐路三段 - 國家教育研究院臺中院區 翁子社溪 葫蘆墩圳 萬順一街（萬順宮、豐榮水利之碑、原葫蘆墩圳入水口） | 石岡區 明德路 - 石岡壩水資源回收中心 食水嵙溪 - 石岡壩 - 東豐自行車綠廊 - 石岡村福龍祠 - 臺中市石岡區石岡國民小學 - 臺中市消防局石岡分隊 - 中華郵政石岡郵局 - 臺中市衛生局石岡區衛生所 - 石岡車站 - 臺中市石岡區公所 - 臺中市政府警察局東勢分局石岡分駐所 明德路 - 東豐自行車綠廊 - 天皇宮（寶光建德道務中心） - 石農桔子故事館 - 全聯福利中心台中石岡店 - 情人木橋 - 明山寺 - 臺中市石岡區土牛國民小學 - 土牛客家文化館 - 台中市石岡區家庭福利服務中心 - 臺中市政府警察局東勢分局土牛派出所 和盛街 - 東勢大橋 大甲溪 | 東勢區 - 東勢河濱公園 東關路七段（原 東勢區中正路） 新豐街 - 臺中市東勢區東新國民小學 - 7-Eleven東展門市 - 寶雅台中東勢店（558號） - 臺中市立圖書館東勢分館 - 臺中市東勢區公所（518號） - 楓康超市東勢店（605號） - 臺中市東勢戶政事務所 - 臺中市政府警察局東勢分局 - 東勢區衛生所 - 豐原客運東勢站 - 第一銀行東勢分行 - 彰化銀行東勢分行 - 東勢區農會 - 東勢農民醫院 - 85度C台中東勢店 - 臺中市立東勢國民中學 - 中華郵政東勢中嵙口郵局（臺中93支） - 全聯福利中心東勢豐勢店 東關路七段（原 東勢區中正路） （往東接東關路六段） |